# Grzegorz Socha
Grzegorz Michał Socha (ur. 20 sierpnia 1962 w Warszawie) – polski inżynier, doktor habilitowany nauk technicznych. Specjalizuje się w mechanice materiałów (wytrzymałość materiałów konstrukcyjnych, zniszczenie, plastyczność). Profesor nadzwyczajny warszawskiego Instytutu Lotnictwa.

## Życiorys
Studia z inżynierii produkcji ukończył na Politechnice Warszawskiej w 1987. Stopień doktorski uzyskał Instytucie Podstawowych Problemów Techniki PAN w 1995 na podstawie pracy pt. Zmiany anizotropii plastycznej metali w czasie, przygotowanej pod kierunkiem Lecha Dietricha. Habilitował się w 2013 na Wydziale Inżynierii Mechanicznej Uniwersytetu Technologiczno-Przyrodniczego w Bydgoszczy na podstawie rozprawy Metoda badania i monitorowania kumulacji uszkodzeń materiałów konstrukcyjnych.
Swoje prace publikował m.in. w takich czasopismach jak: „Strain”, „Materials and Structures”, „International Journal of Fatigue” oraz „Prace Instytutu Lotnictwa”. Członek Polskiego Towarzystwa Mechaniki Teoretycznej i Stosowanej oraz Engineering Integrity Society.